# 芝蘭二堡
芝蘭二堡，是台灣北部自清治時期至日治初期的一個行政區劃，其範圍包括今臺北市的北投區絕大部分，士林區西端一小塊地區，以及新北市蘆洲區。
芝蘭二堡西邊為八里坌堡，北邊為芝蘭三堡、金包里堡，東邊為芝蘭一堡，南邊為興直堡。

## 管轄街庄
芝蘭二堡共轄12個庄：
- 今北投區境內：唭里岸庄、北投庄、石牌庄、嗄嘮別庄、頂北投庄、竹仔湖庄
- 今士林區境內：中洲埔庄
- 今蘆洲區境內：樓仔厝庄、水湳庄、中路庄、南港仔庄、溪墘庄